# جی بوی آدامز
جی بوی آدامز (انگلیسی: Jay Boy Adams) (متولد ۸ دسامبر ۹۴۹۱) یک خواننده، آهنگ ساز و گیتاریست در سانتیاگو تگزاس است. وی همچنین برای قصه گویی در آهنگ‌های خویش شناخته شده‌است.

## داستان‌ها
- جی بوی آدامز (۱۹۷۷) ایالات متحده شماره ۲۱۰
- چنگال در جاده (۱۹۷۸)
- جعبه کفش (۲۰۰۷)
- اجازه دهید آن را (۲۰۱۴)